# Gotthard Handrick
Karl Hermann Gotthardt Handrick (Zeitz, 25 ottobre 1908 – Amburgo, 30 maggio 1978) è stato un pentatleta e aviatore tedesco, asso della caccia della Luftwaffe durante la seconda guerra mondiale.

## Palmarès
In carriera ha conseguito i seguenti risultati:
- Giochi olimpici:

Berlino 1936: oro nel pentathlon moderno.